# Ezekiel Kemboi

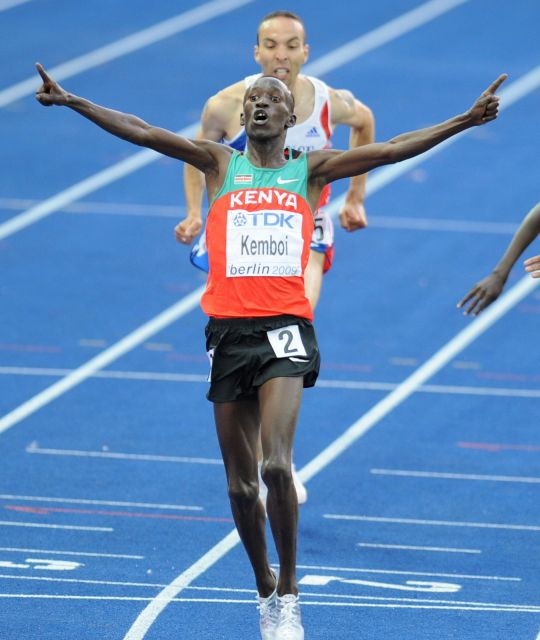
Kemboi ganhando seu primeiro título mundial em Berlim 2009.

Ezekiel Kemboi Cheboi (Matira, 25 de maio de 1982) é um campeão olímpico e mundial queniano, especializado nos 3000 m c/ obstáculos. Conquistou o título desta prova em quatro campeonatos mundiais, Berlim 2009, Daegu 2011, Moscou 2013 e Pequim 2015, e em dois Jogos Olímpicos, Atenas 2004 e Londres 2012.

## Início
Iniciou-se no atletismo apenas após terminar seus estudos secundários, quando foi descoberto por Paul Ereng, campeão olímpico dos 800 m em Seul 1988, que passou a treiná-lo. Sob a tutela de Ereng, ele venceu a prova dos 3000 m steeplechase no Campeonato Africano de Atletismo Júnior, em 2001, mesmo depois de sofrer uma queda durante a competição.
Campeão africano neste ano, em 2002 ele ficou em segundo lugar nos Jogos da Comunidade Britânica, em Manchester, Inglaterra, atrás de seu compatriota Stephen Cherono. No Campeonato Mundial de Atletismo de 2003, em Paris, Kemboi travou uma dura batalha com Cherono, que agora sob o nome de Saif Saaeed Shaheen era cidadão do Qatar e competia por este país. Shaheen venceu a prova por menos de 1 s de diferença.

## Atenas 2004
Em Atenas 2004, com a ausência de Shaheen – o Quênia, depois dos fortes rumores surgidos de que Cherono havia trocado a cidadania queniana pela catarense por um milhão de dólares, impediu a inscrição do atleta pelo Qatar de acordo com a decisão do COI de que um período de três anos de interrupção nas competições era necessário para que um atleta competidor de um país pudesse competir por outro, a menos que as nações envolvidas chegassem a um acordo, acordo que o Quênia não aceitou – Ezequiel passou a ser o favorito para a medalha de ouro. Ele venceu a prova em 8m05s81, o melhor tempo do ano, tornando-se campeão olímpico e o Quênia fez o pódio completo, com Brimin Kipruto e Paul Kipsiele Koech ficando com a prata e o bronze.

## Pequim 2008
No ano seguinte, ele conquistou a medalha de prata no Mundial de Helsinque 2005 e em março de 2006 venceu a prova nos Jogos da Commonwealth em Melbourne, Austrália. Kemboi chegou para os Jogos de Pequim 2008 como um dos grandes favoritos a um segundo ouro no steeplechase, mas teve seu pior desempenho num grande evento global, conseguindo apenas o sétimo lugar. No ano seguinte, recuperou-se e foi campeão mundial da prova em Berlim 2009, sua primeira medalha de ouro em campeonatos mundiais, depois de três pratas, em Paris 2003, Helsinque 2005 e Osaka 2007.
Em 2010, dedicou-se a competir em corridas de rua e de estrada na Itália, vencendo duas provas no país. Voltou em 2011 ao steeplechase, mostrando continuar em grande forma ao vencer novamente o Mundial, disputado neste ano em Daegu, na Coreia do Sul.

## Londres 2012
Sua participação em Londres 2012, em princípio garantida por seus resultados, foi posta em dúvida quando em junho deste ano ele sofreu uma acusação de assalto sexual por uma mulher que o denunciou por tentar esfaqueá-la após ela se recusar a manter relações sexuais com ele. Ezequiel negou as acusações, retrucando que a agressão foi causada por um conluio entre a mulher e assaltantes para roubá-lo e que ele havia ficado ferido no ato, e teve concedida fiança e autorização do judiciário queniano para representar o país nos Jogos Olímpicos.
Em 5 de agosto de 2012, aos 30 anos, Kemboi venceu os 3000 m c/ obstáculos nos Jogos de Londres, em 8m18s5, tornando-se o segundo bicampeão olímpico desta prova, depois do finlandês Volmari Iso-Hollo, campeão em Los Angeles 1932 e Berlim 1936. Sua melhor marca pessoal, 7min55s76, conseguida em julho de 2011 em Mônaco, é a sétima melhor de todos os tempos para a modalidade.

## Rio 2016
Seu domínio absoluto desta prova em eventos globais foi confirmada nos anos seguintes ao conquistar o ouro nos  campeonatos mundiais de Moscou 2013 e Pequim 2015, tornando-se tetracampeão mundial do steeplechase.
Kemboi participou pela última vez de Jogos Olímpicos na Rio 2016, onde viu seu compatriota Conseslus Kipruto vencer a prova com novo recorde olímpico, que perdurava desde Seul 1988 e estava em poder de outro queniano, Julius Kariuki. Chegou em terceiro lugar mas foi posteriormente desclassificado por ter pisado fora da pista na última curva depois do fosso d'água. Ao final da corrida, anunciou que aquela tinha sido sua última competição e encerrava a carreira. Voltou entretanto a competir em mais um Mundial, aos 35 anos, ficando apenas em 11º lugar em Londres 2017.